# Водопой №3
„Водопой №3“ (на английски: Waterhole No. 3) е уестърн на режисьора Уилям Греъм, който излиза на екран през 1967 година, с участието на Джеймс Кобърн, Карол О'Конър и други.

## Сюжет
На Запад, в малко градче в Аризона, войник от Съюза и двама бандити решават да извършат кражба срещу армията на севера, като ограбват голям контингент злато, скрито в склад за храна.
Изкопавайки проход от съседния магазин на беден обущар, тримата успяват да извършат кражбата. В този момент един от групата решава да скрие златото в средата на прерията. След това бяга към границата докато нещата се успокоят, чакайки подходящата възможност да се върне и да вземе обратно плячката, без неговите другари.
По време на престоя си в града той среща стар негов „приятел“ Лутън Коул, който не след дълго научава за златото. След дуел между двамата, Лутън убива бандита и тръгва по златната пътека да търси плячката, преследван междувременно от шерифа, чийто кон е откраднал, и от дъщеря му Били.

## В ролите
| Актьор        | Роля            |
| ------------- | --------------- |
| Джеймс Кобърн | Лутън Коул      |
| Карол О'Конър | шериф Коперуд   |
| Маргарет Блай | Били            |
| Клод Акинс    | Фогърс          |
| Джеймс Уитмор | Шипли           |
| Брус Дърн     | заместник шериф |
| Тимъти Кери   | Хилб            |
| Джоан Блондел | Лавиния         |
| Дженифър Ган  | Дав             |